# 徒何州
徒何州，何，又作河。唐朝的一個羁縻州。
贞观二十二年（548年）以契丹的苗奚部為基礎設置徒何州，属松漠都督府。具體管轄範圍不详。天宝十四载（755年）安史之乱后废。 